# Venda Velha

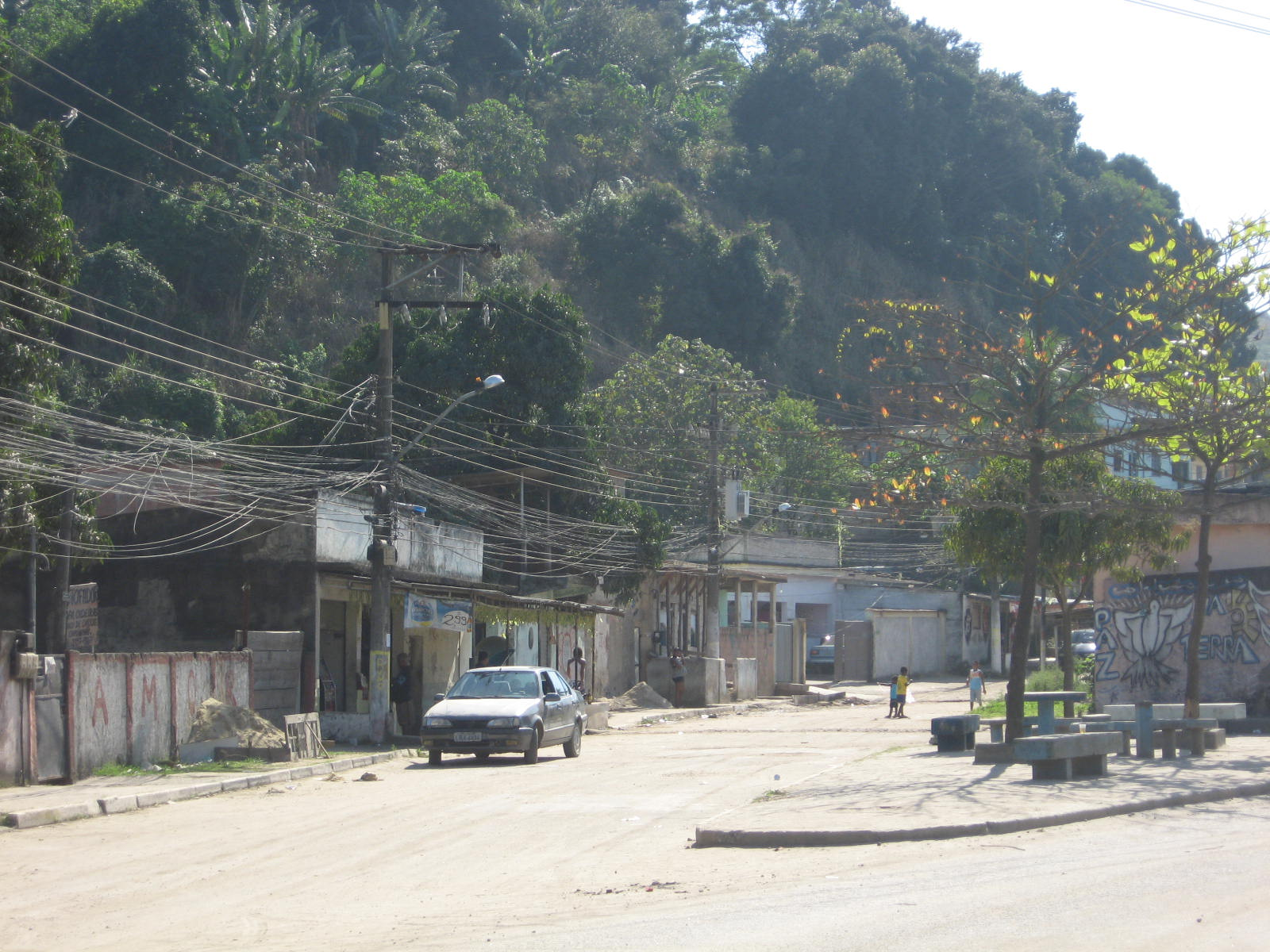
Área residencial de Venda Velha.

Venda Velha é um bairro situado na região central do município de São João de Meriti, na Baixada Fluminense, estado do Rio de Janeiro. Localiza-se próximo à Rodovia Presidente Dutra, e pertence ao 2º distrito do município.

## História

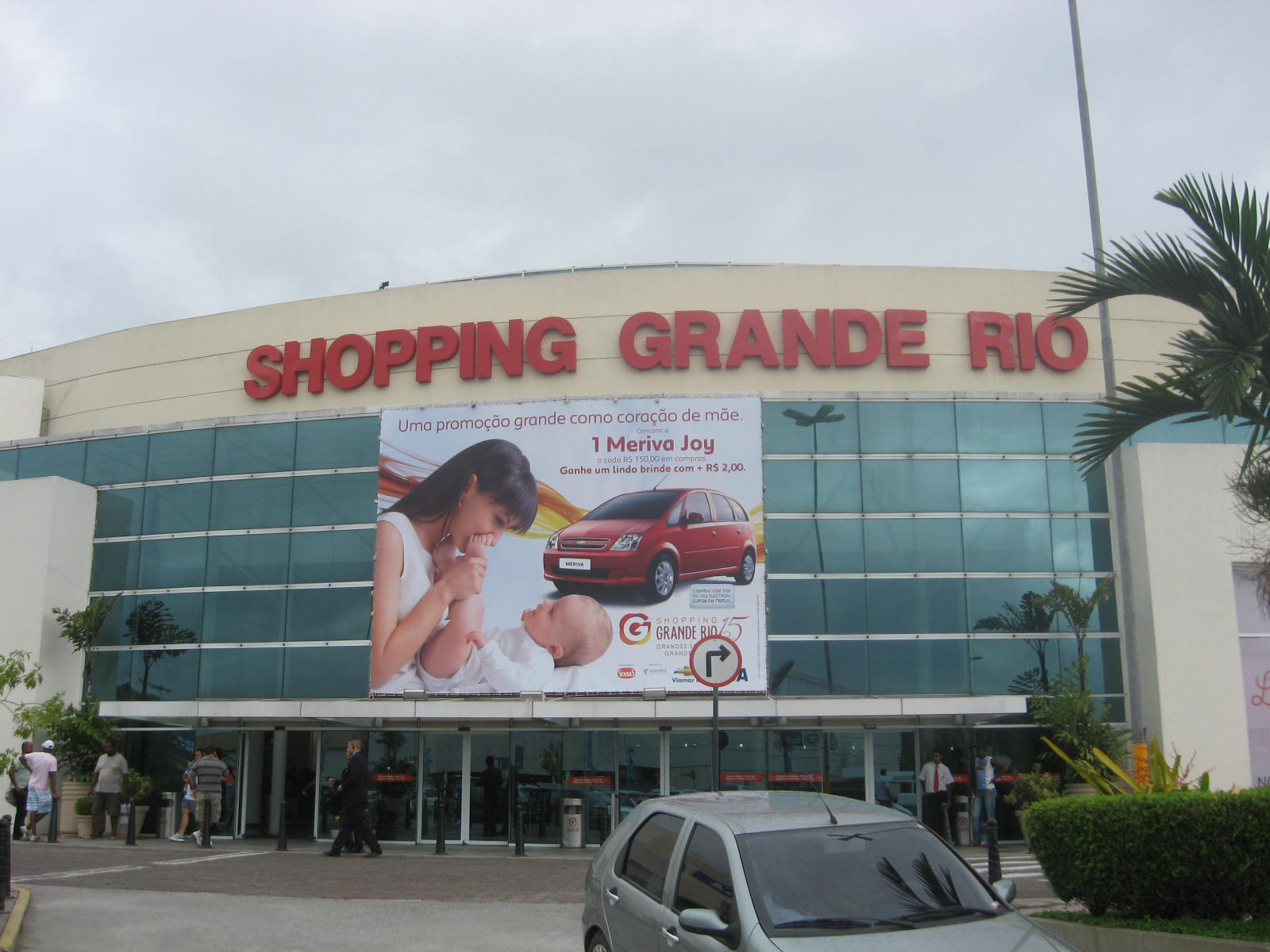
Shopping Grande Rio, principal centro comercial do bairro, às margens da Via Dutra.

Historicamente, Venda Velha teve algumas construções feitas pela família Telles de Menezes (que atuava no ramo da exploração de pedreiras). Dentre as construções dos Telles de Menezes, está a Casa da Grota erguida por volta de 1870. 
O bairro destaca-se por sua grande área industrial, pela presença do Shopping Grande Rio, da casa de espetáculos Via Show e do Parque de Eventos de São João de Meriti, onde se realiza, na semana de aniversário do município, o Rodeio Meriti.